# Trent Seven
Benjamin Maurice Webb (* 21. August 1981 in Wolverhampton, West Midlands, England) ist ein englischer Wrestler. Er stand zuletzt bei der WWE unter Vertrag und trat regelmäßig in deren Show NXT UK auf. Sein bislang größter Erfolg ist der Erhalt der NXT Tag Team Championship.

## Wrestling-Karriere

### Independent-Ligen (2010–2019)
2011 und 2012 reiste Seven in die USA, um für Combat Zone Wrestling (CZW) zu ringen. Seine zwei Matches, die er dort bestritt, verlor er. 2012 reiste er nach Japan und arbeitete für drei Shows bei Big Japan Pro Wrestling. 2011 wurde Seven der erste Champion der FCP Championship und hielt den Titel bis zum 25. November, als er ihn an Eddie Edwards verlor. 2013 gewann er das jährliche Infinity Trophy Tournament des FCP, als er Mark Haskins im Finale besiegte. Während einer FCP-Show am 5. Februar 2016 forderte er Trevor Lee erfolglos für die TNA X Division Championship heraus. Er wrestelte für diverse Promotions auf der Welt, unter anderem für Attack! Pro Wrestling, Chikara, Insane Championship Wrestling, International Wrestling Syndicate und Progress Wrestling. In dieser Zeit konnte er einige Titel und Turniere gewinnen.

### World Wrestling Entertainment (2016–2022)
Am 15. Dezember 2016 wurde bekannt gegeben, dass Seven einer der 16 Teilnehmer sein werde, die an einem zweitägigen Turnier teilnehmen, um den ersten WWE United Kingdom Champion zu krönen. Er kam bis zum Viertelfinale, wo er von Wolfgang besiegt wurde. Am 15. Februar 2017 gab er sein Debüt bei NXT und forderte Tyler Bate um die United Kingdom Championship heraus, den Titel konnte er jedoch nicht gewinnen. Am 11. November 2017 besiegte Moustache Mountain das Team von Pete Dunne und Mark Andrews. Am 19. Juni 2018 gewann er mit Tyler Bate den NXT Tag Team Championship. Die Regentschaft hielt jedoch nur zwei Tage, sie verloren die Titel an The Undisputed Era Roderick Strong und Kyle O’Reilly. Hiernach bestritt er nur noch Einzelmatches gegen Walter, Noam Dar, Kona Reeves, Eddie Dennis und Finn Bálor, diese konnte er zum Teil für sich entscheiden.
Im Oktober 2020 nahm er an einem Turnier teil, um den ersten NXT UK Heritage Cup Champion zu krönen. Er erreichte das Finale, verlor jedoch dieses gegen A-Kid. Am 9. Dezember 2021 gewann er zusammen mit Bate die NXT UK Tag Team Championship. Hierfür besiegten sie Pretty Deadly Sam Stoker und Lewis Howley. Die Regentschaft hielt 175 Tage, sie verloren die Titel am 2. Juni 2022 an Ashton Smith und Oliver Carter. Am 18. August 2022 wurde bekannt gegeben, dass er von der WWE entlassen wurde.

## Titel und Auszeichnungen
- World Wrestling Entertainment
  - NXT Tag Team Championship (1×) mit Tyler Bate
  - NXT UK Tag Team Championship (1×) mit Tyler Bate

- Attack! Pro Wrestling
  - Attack! 24:7 Championship (1×)
  - Attack! Tag Team Championship (1×) mit Tyler Bate

- Chikara
  - Chikara Campeonatos de Parejas (1×) mit Tyler Bate
  - King of Trios (2017) mit Tyler Bate & Pete Dunne

- Fight Club: Pro
  - FCP Championship (1×)
  - FCP Tag Team Championship (1×) mit Tyler Bate
  - Infinity Trophy (2013)

- Insane Championship Wrestling
  - ICW World Heavyweight Championship (1×)

- International Wrestling Syndicate
  - IWS World Tag Team Championship (1×) mit Tyler Bate

- Over the Top Wrestling
  - OTT Tag Team Championship (1×) mit Tyler Bate & Pete Dunne

- Progress Wrestling
  - Progress Tag Team Championship (3×) mit Tyler Bate (2) & Pete Dunne (1)
  - Progress Atlas Championship (1×)

- Revolution Pro Wrestling
  - RPW Undisputed British Tag Team Championship (1×) mit Tyler Bate

- Wrestling GO!
  - Wrestling GO! 24/7 Watermelon Championship (2×)

- Pro Wrestling Illustrated
  - Nummer 111 der Top 500 Wrestler in der PWI 500 im Jahr 2019